# 柴山全慶
柴山 全慶（しばやま ぜんけい、1894年（明治37年）11月30日 - 1974年（昭和49年）8月29日）は昭和期日本に活躍した臨済宗の禅僧。
愛知県葉栗郡浅井町に生まれる。室号は寒松軒、道号は文明。法諱は全慶、俗姓は柴山。花園大学・大谷大学教授を務めた。また8回に渡って渡米し、諸大学で禅学を講義した。1931年（昭和6年）に日本仏教エスペランチスト連盟を起こしたエスペランティストでもある。また、詩『花語らず』でも知られている。1959年（昭和34年）臨済宗南禅寺派管長（1959-1974）に就任し、管長在位のまま1974年遷化。世寿81。

## 生涯

### 出生から学校卒業まで
父・悦太郎、母・いと、七人兄弟の次男として生まれ、幼名を真一といった。高等小学校を卒業する前年、1905年(明治38年)に愛知県稲沢市の国分寺、服部全冷和尚につき出家得度。1908年(明治41年)京都に行き、叔父の倉地円照師が住職をしていた北野萬松寺に入る。翌年春、禅門高等学院(花園大学の前身)に入学し、1914年(大正3年)に卒業後は師匠の反対を押し切って関西学院高等部英文科に進学した。しかし僅か半年で胸を患い退学することとなり、南紀白浜で療養することとなった。そして約一年半後、病気がほぼ治ったので帰洛(柴山全慶老師 略年譜 p.9)。

### 南禅僧堂時代
1916年(大正5年)南禅僧堂の雪安居に掛搭した。管長であり僧堂師家は南針軒、河野霧海老師。1918年(大正7年)の大接心の写真を見ると、南針軒老師を中心に、修行僧の雲水35名程と袴姿の居士も10名以上写っていて、当時の華やかな時代が偲ばれる。
後に河野霧海の法嗣となった有力な弟子達には、南禅僧堂に掛搭した順で言うと、1907年(明治40年)に掛搭して後に大徳寺派管長となった森山歓渓(1889-1955)、次に1915年(大正4年)に掛搭し、自らも多くの法嗣を育てた中村泰祐(1886-1954)がいる。中村泰祐は後に東京八王子の廣園僧堂師家となり更に晩年は建仁寺派管長となっている。また、英才と言われ河野霧海の既に後継者であった華山大義(1889-1945)がいた。彼は1920年(大正9年)に南禅僧堂に掛搭して、1929年(昭和4年)にソウルの妙心寺別院住職となり、1942年(昭和17年)には既に南禅僧堂師家を兼任することとなった。
河野霧海の有力弟子として、掛搭の順番で言うと全慶は最も遅い1916年であり、年齢順に言っても全慶は最も若い弟子であった。
全慶は、南禅僧堂で1916年(大正5年)から1923年(大正12年) (22歳～29歳)まで、厳しい修行に明け暮れた。

### 慈氏院の時代 前半 学問に対する熱意旺盛
河野霧海の特命で、荒廃していた南禅寺塔頭慈氏院を復興するため、1923年(大正12年)に慈氏院の住職となった。慈氏院は五山文学の巨峰である義堂周信の寺である。慈氏とは弥勒菩薩のことである。
同院の復興をしつつ南禅僧堂へ通参し、南針軒の法嗣となった。それから1948年(昭和23年)南禅僧堂師家になるまでの25年間はこの慈氏院時代である。
その間、学問にも情熱を注ぎ、仏教学以外にも、英語、エスペラント語等について学び、大学の聴講生として通い勉学にも励んだ(柴山全慶老師 略年譜 p.9)。
エスペラント運動の平和思想に共鳴し、有能な若きエスペランティストとなった柴山全慶は1930年(昭和5年)にエスペラント語による『禅の十牛図』を翻訳出版する。発行人は緒方宗博、発行所は仏化社。時に35歳の時であり、いかに真剣に仏教エスペラント運動に関わっていた証ともいえる。
1931年10月には日本仏教徒エスペランチスト連盟が（JBLE)創立され、発起人の一人であった全慶がその初代理事長に就任した。

### 慈氏院の時代 後半 結婚そして死別
河野霧海が1935年(昭和10年)に遷化した時、慈氏院に来てから既に10年以上の歳月が経過していた。翌々年の1937年(昭和12年)からは花園大学の前身、禅門高等学院で禅学の教鞭をとり教授となった。さらに1939年(昭和14年)には周囲の反対を押し切り、京都の東山女学校で英語を教えていた山下よしゑと結婚。彼はこの時既に45歳であった。翌年1940年(昭和15年)には大谷大学教授に就任(禅学講座)。
太平洋戦争末期の1944年(昭和19年)に臨済宗南禅寺派宗務総長となる。
1945年(昭和20年)10月14日、全慶の法兄であり、河野霧海の後継者である南禅寺僧堂師家の華山大義を乗せた船である「珠丸」が、ソウルからの帰国途中機雷に触れ沈没し、悲運にも大義は遷化した。1945年(昭和20年)の11月、戦後でモノのない時代で産後経過が思わしくなかったことで、妻のよしゑと、子どもの文男を同時に失った。
柳田聖山(1922-2006 京都大学教授 花園大学教授 国際禅学研究所所長)は次の様に述べている(p.18)。
……大義老師の遭難死は、宗門にとって一大打撃だったが、南針軒下唯一の後継が絶えるという、もう一つの危機感が、全慶老師の後半生を、大きくかえることとなる。—柳田聖山
慈氏院住持時代の全慶は、崩落する時代を憂え、心許す知己を会して、良心を語る集いとして、境内の語心の桜にことよせ、『語心会』をつくっていた。風雅をよそおうのが発端。本心を語るのが大切、悟るだけではいかんと語った。語心の桜は、後に全慶の名句となる、『花語らず』のモデルである。

### 僧堂師家そして南禅寺派管長時代
1948年(昭和23年)6月2日、この当時の南禅僧堂師家は華山大義の不慮の遷化後、止む無く師家に復帰した嶋田菊僊南禅寺派管長(1872-1959)であったが、この年には既に76歳と高齢であったこともあり、全慶は決意し25年過ごした慈氏院を退き、南禅僧堂師家となった。
その時の気持ちが、日本仏教徒エスペランチスト連盟会長浅野三智氏への手紙にこめられている。
「私は周囲の要請で本山の道場を復興することになり、道場の師家に就任致しました。今迄の如く大谷大学や花園大学の教授の如き自由人として生きれ〔ママ?〕ず、且つ非常に多忙であります。然しその中にあって少しでも新鮮な空気を教団へと思っていますがとてもとてもです。そんな次第でエス語運動に手を出していられません」(柴山老師書簡・浅野三智刊)。
1960年(昭和35年)には、多忙のため花園大学と大谷大学の教職を退いた。1962年(昭和37年)の春には、開山南院国師650年大遠忌を営む。
鈴木大拙の要請で1965年(昭和40年)より毎年アメリカの大学に赴き、禅講座を8年間続けた（別の項で後述）。
南禅僧堂の会報で、中村文峰管長が全慶老師について次の様に述べている。「生前よく仰っていたことに『世界中に牛の皮を敷き詰める事は出来ないが、皮の靴を履けば世界中を牛の皮で歩く事ができる』と。死ぬ迄修行、死ぬ迄自己研鑽。口で言うのは容易いが、とてつもない難業である」
1967年(昭和42年)より僧堂師家を法嗣の勝平宗徹に譲り、管長職に専念する。
1974年(昭和49年)5月には全慶の念願であった「英訳 無門関」が完成する。それを見届けるかのように、8月29日に遷化(柴山全慶老師 略年譜 p.9)。

## 花語らず
全慶は老僧としては勿論の事、名詩『花語らず』をはじめ詩や短歌等にも造詣が深い。
僧堂師家となった後、翌々年に好きな南紀白浜に養生に行って、僧堂での精神的な不如意をこの年の7月に出版された花園文庫の『花語らず』を書くことにより乗り切っている。下はその『花語らず』

『花は　黙って咲き　黙って散っていく　そうして再び枝に帰らない

　　　　けれども　その一時一処に　この世のすべてを託している

　　　　　　　一輪の花の声であり　一枝の花の真である

　　　　　　　　　　永遠にほろびぬ生命のよろこびが　悔なくそこに輝いている』(柳田聖山 p20)

『　A Flower Does Not Talk　』

Silently a flower blooms, In silence it falls away;

Yet here now, at this moment, at this place,

The world of the flower, the whole of the world is blooming.

This is the talk of the flower, the truth of the blossom;

The glory of eternal life is fully shining here.

- 『A flower does not talk : Zen essays』Zenkei Shibayama; Sumiko Kudō　より

## 全慶とアメリカ　そして鈴木大拙
90歳を過ぎた鈴木大拙がアメリカの大学の強い要請を受けて、禅の老師として全慶に渡米を促すこととなった。全慶が固く辞退したため、高齢の大拙が直接南禅寺を来訪し要請することとなった。その時の話はこうであった。
大拙　「柴山さん、ひとつご苦労ですが出掛けて下さいよ」
全慶　「この歳になって、わざわざアメリカまで恥をかきに出掛けたくありませんよ」
大拙　「この歳になってと言われるが、私から見れば、あなたはまだ青年ですよ」
そしてこの大拙の「あなたはまだ青年ですよ」の一言で、全慶は渡米を決意したという。
また大拙は全慶にこうも言った。
「欧米に禅を思想的に紹介するという仕事は終わった。これからは真の禅僧に生きた禅を示してもらう番だ」
そして、1965年(昭和40年)から1972年(昭和47年)までの8年間、米国ヘイズン財団の招きで「学問でない禅を示す」という主題で、ハワイ大学、クレアモント大学、コルゲート大学等多くの大学を訪れ禅の教えを説かれた。これには津田塾出身で英国航空に勤務していた、才媛の工藤澄子女史の通訳としての協力があったことも忘れることは出来ない。
また続けられたことで、コルゲート大学のケネス・モーガン教授と親交を重ねられ、コルゲート大学における「無門関提唱」を下敷きとして「英訳 無門関」が書かれたのである。(福島慶道著 p46)(p55)
1969年にアメリカ行きの柴山全慶を3ヶ月に渡ってお供した、弟子の福島慶道(1933-2011 臨済宗東福寺派管長)は、柴山全慶の後任としてアメリカでの禅講義をすることとなった。後年、テレビ番組に出演した慶道は、その頃の経緯に関して、次のように振り返っている。
聞き手「福島さんがアメリカのクレアモント大学で1年間、禅の指導を なさったのが四十歳の時ですよね。」

福島「そうですね。若かったですね。」

聞き手「この1年間のアメリカでの禅布教の体験というのは、福島さんにとってはどんなものだったのでしょう？ 」

福島「大変な体験でしたね。私はその前に1969年に、3ヶ月老師のお供をするわけです。そしてその時の自分の印象では、『自分の語学力では、アメリカへ来ても禅の指導はできない』とこう考えまして、将来、『自分はアメリカに向く弟子を育てよう』と考えておったんでありますが、1973年に師匠の柴山老師から、『お前さん、行け』とこういうふうに 言われましてね。『自分の語学力でダメです。役に立ちません』と言いましたら、『いや、留学で行くんじゃない。坐禅の指導 に行くんだ。だから下手な英語を喋りたくなかったら、1年間 黙って坐禅して来い』。尊敬する師匠にそう言われますと、『あ、そんなものかなあ』と思って、『それじゃ、参ります』と行きました。」

## その他　胡禅会など
全慶は在家への布教に特に力を入れ、宗務総長の時に始めた坐禅会は、宗務総長をやめた後も僧堂の方に移り、今も胡禅会として続いている。(高山泰巖1929-1998 p.26)
大分県の杵築市にある臨済宗南禅寺派の寺、安住寺のホームページには『意訳 般若心経 柴山全慶老師訳』のお経が掲載されている。
また松下幸之助の公式Webサイトには「南禅寺管長による出張講義」について記載されている。

## 法嗣
- 勝平宗徹(臨済宗南禅寺派管長　生没1922～1983)
- 中村文峰(臨済宗南禅寺派管長　生　1930～)
- 高山泰巖(臨済宗南禅僧堂師家　生没1929～1998)

## 著書
日本語の著書
- 『茶語・清風と禪』柴山全慶 著 森下邦堂編 清風居 1939
- 『十牛図』 柴山全慶 著 弘文堂 1941
- 『禅宗信徒聖典』 柴山全慶 著 天龍寺 1950
- 『花語らず』 柴山全慶 著 花園大學出版部 1950
- 『臨済禅の性格』 柴山全慶 著 鹿野苑 1951
- 『禅林句集』 訓註 柴山全慶編 其中堂 1952
- 『無門関』 無門慧開 著,弥衍宗紹 編,柴山全慶 訓註 其中堂 1954
- 『毒語心経』 白隠 著,柴山全慶 訓註 其中堂 1958
- 『禅心禅話』 柴山全慶 春秋社 1962
- 『禅宗十牛図』 柴山全慶 其中堂 1963
- 『越後獅子禅話』 柴山全慶 著 春秋社 1964
- 『禅の牧牛図』 直原玉青 画,柴山全慶 解説 創元社 1967
- 『禅心茶話』 柴山全慶 春秋社 1969
- 『江湖風月集』 柴山全慶,直原玉青 著 創元社 1969
- 『禅画の円相』柴山全慶 著 春秋社 1969
- 『臨済の禅風』 柴山全慶 著 春秋社 1970
- 『人生禅話』 柴山全慶 著 春秋社 1971
- 『命を生きる』 柴山全慶 著 筑摩書房 1972
- 『白隠禅師坐禅和讃禅話』 柴山全慶 著 春秋社 1974
- 『禅茶の心』 柴山全慶 著 春秋社 1975
- 『無門関講話』 柴山全慶 著,工藤智光 訳編 創元社 1977
上記は米国の大学における『無門関』の講話が英語出版され、それの日本語訳
- 『寒松録　上』柴山全慶 著 勝平宗徹編 南禅寺専門道場 1980
- 『寒松録　下』柴山全慶 著 勝平宗徹編 南禅寺専門道場 1980

「無門関」など英語他外国語の著書
- 『La Dek Bildoj de Bovpaŝtado』（「十牛図」のエスペラント訳） 1930年[9]
- 『The six oxherding pictures』 Zenkei Shibayama; Sumiko Kudō.
言語：English 出版社：[Kyoto]:Printed and bound by Nissha Print.1965?
- 『A flower does not talk : Zen essays』Zenkei Shibayama; Sumiko Kudō
言語：English 出版社:Rutland, Vt. ; Tokyo : C.E. Tuttle, 1970
日本で発行された『花語らず』の英語版である
- 『Zen comments on the Mumonkan』Zenkei Shibayama; Hui kai.
言語: English 出版社:New York : Harper & Row, 1974
- 『Zu den Quellen des Zen : das Standwerk der Zen-Literatur』Zenkei Shibayama; Hui kai.; Margret Meilwes
言語：German 出版社：München : Wilhelm Heyne Verlag, 1988.
- 『La barrera sin puerta : comentarios zen al Mumonkan』Zenkei Shibayama; Sumiko Kubo; Fernando Pardo; Rosanna Zanarini
言語：Spanish 出版社：Barcelona : La Liebre de Marzo, 2005